# Dytiscidae

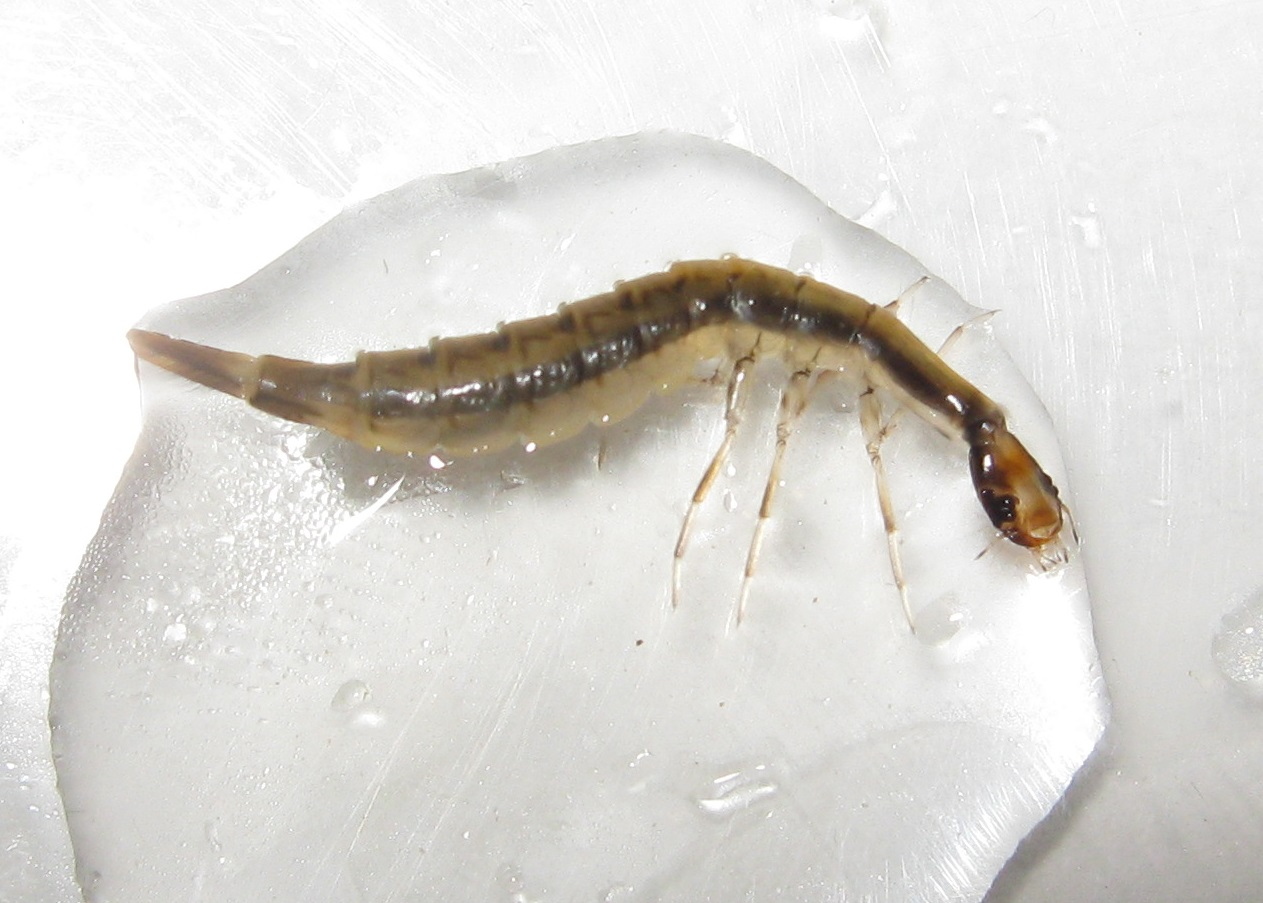
Larva de Aciliini

Los ditíscidos (Dytiscidae), comúnmente llamados ditiscos o escarabajos buceadores, son una familia de coleópteros adéfagos acuáticos, de 2 a 45 mm de longitud. Se conocen unas 5000 especies. Son buenos nadadores, con un cuerpo hidrodinámico y unas patas posteriores aplanadas con largos pelos natatorios que usan para remar; las patas anteriores y medias son cortas y las usan para capturar sus presas. Son también buenos voladores, con la excepción de los miembros del género Platambus que se consideran no voladores.
Como la mayoría de los coleópteros acuáticos, deben respirar aire atmosférico que toman con el extremo del abdomen fuera del agua y almacenan bajo los élitros. Son carnívoros, cazando activamente animales acuáticos, incluidos renacuajos y peces pequeños, o carroñeros.
Las hembras depositan los huevos en vegetales acuáticos o detritos del fondo. Las larvas son también acuáticas y carnívoras, con unas potentes mandíbulas en forma de hoz con las que inyectan veneno y jugos gástricos a sus presas. La pupación tiene lugar generalmente fuera del agua.

## Sistemática
Subfamilias y tribus y algunos ejemplos de géneros. La subfamilia Colymbetinae posiblemente no sea monofilética y requiera revisión.
| Subfamilia Aubehydrinae - Notaticus Subfamilia Copelatinae - Agaporomorphus - Aglymbus - Copelatus - Lacconectus - Madaglymbus Subfamilia Agabinae Subfamilia Laccophilinae - Laccophilus - Laccodytes Subfamilia Hydroporinae - Tribu Laccornini - Laccornis - Tribu Vatellini - Derovatellus - Macrovatellus - Mesovatellus - Vatellus - Tribu Methlini - Celina - Methles - Tribu Hydrovatini - Hydrovatus - Queda | - Tribu Hyphydrini - Desmopachria - Hyphydrus - Pachydrus - Tribu Bidessini - Allodessus - Bidessus - Guignotus - Tribu Hydroporini - Coelambus - Deronectes - Graptodytes - Heterosternuta - Hydroporus (incluyendo Hydrotarsus) - Hygrotus - Nebrioporus - Neonectes - Oreodytes - Porhydrus - Siettitia - Stictotarsus | Subfamilia Colymbetinae - Tribu Agabini (a veces considerada una subfamilia Agabinae) - Agabinus - Agabus - Agametrus - Andonectes - Gaurodites - Hydrotrupes - Ilybiosoma - Platambus - Tribu Coptotomini (a veces considerada una subfamilia, Coptotominae) - Coptotomus - Tribu Matini (a veces considerada una subfamilia, Matinae) - Allomatus - Batrachomatus - Matus - Tribu Colymbetini - Carabdytes - Colymbetes - Hoperius - Ilybius - Rhantus | Subfamilia Dytiscinae - Tribu Dytiscini - Dytiscus - Hyderodes - Tribu Hydaticini - Hydaticus - Tribu Aciliini - Acilius - Graphoderus - Sandracottus - Thermonectus - Tribu Eretini - Eretes - Tribu Cybistrini - Austrodytes - Cybister - Megadytes - Onychohydrus - Sternhydrus |

## Galería
|                      |
| Escarabajo buceador. |

|                                              |
| Cybister japonicus (Dytiscinae: Cybistrini). |

|                                                                          |
| Agabus congener de la tribu Agabini, a veces considerada una subfamilia. |

|                                                   |
| Hydroporus pubescens (Hydroporinae: Hydroporini). |

|                                       |
| Varios Dytiscidae, larvas y detalles. |